# Feoifomicosi
Per  feoifomicosi  in campo medico, si intende un insieme di manifestazioni patologiche causate da diversi funghi, malattie infettive che rientrano nelle micosi sottocutanee 

## Tipologia
Esistono diverse tipologie:
- Feoifomicosi  superficiale, appare come una macula, interessa parti del corpo come piedi e mani
- Feoifomicosi  cutanea, tendenzialmente di forma cronica
- Feoifomicosi  sottocutanea, denominata anche cisti feoifomicotica

## Eziologia
i funghi dematiacei coinvolti appartengono a diverse famiglie, fra cui le principali sono:
- Alternaria alternata
- Aureobaidium pullulans
- Bipolaris spicifera
- Bipolaris  hawaiiensis
- Chaetomium funicolosum
- Curvularia geniculata
- Curvularia lunata

## Terapia
Il trattamento prevede l'uso di farmaci, la loro somministrazione dipende dalla forma interessata nel caso della forma più lieve quella superficiale è sufficiente l'uso di cheratolici ad uso topico.  Per le altre forme l'itraconazolo (400 mg al giorno per 6 mesi), ma in tali casi si rende necessaria anche l'escissione chirurgica.